# Microsoft Reader
Microsoft Reader es un programa de Microsoft para la lectura de libros electrónicos. Inicialmente lanzado en agosto de 2000.
Microsoft Reader está disponible para su descarga desde el sitio web de Microsoft como un programa gratuito para ordenadores con sistema operativo Windows. También se puede utilizar en un Pocket PC, donde se ha integrado en la ROM desde Windows CE 3.0. Microsoft Reader no es compatible con los nuevos dispositivos Windows Phone, aunque si es compatible con Windows Mobile.
Microsoft Reader muestra libros en formato .lit (abreviatura de «literatura»), una extensión del formato de Microsoft Compiled HTML Help que incluye DRM. Estos libros podían ser comprados y descargados desde unos pocos vendedores de eBooks.
Comercialmente no tuvo mucho éxito, pues su DRM es fácilmente retirado por Convert LIT, mientras que alternativas como Mobipocket presentaban un más robusto DRM. Microsoft, a diferencia de ésta o Palm no mantuvo una tienda en línea propia, redirigiendo siempre a terceros. No obstante, el hecho de estar preinstalado en multitud de PDAs y Smartphones hizo que fuera soportado como segundo formato por varios distribuidores.
Las características más notables de Microsoft Reader son ClearType para una mejor legibilidad en pantallas pequeñas, poder resaltar y garabatear para tomar notas o hacer notas en el texto de forma rápida y la búsqueda. La versión PC tiene también un complemento opcional para síntesis de habla, posibilitando que los libros sean leídos en voz alta.
En agosto de 2011, Microsoft anunció que para finales de agosto de 2012 discontinuaría Microsoft Reader así como el uso del formato .lit para libros electrónicos, y cerrarían las ventas en dicho formato el 8 de noviembre de 2011.

## Formato LIT
Microsoft LIT consiste en un contenedor que es un archivo MS "ITOL/ITLS" HTML Help 2.0 (Microsoft Compiled HTML Help o CHM), con todo tipo de características interesantes, como compresión LZX, representación binaria de contenido marcado, y datos auxiliares opcionales arbitrarios asociados a cada secuencia de contenido. el texto del libro es un número arbitrario de flujos OEBPS 1.0 (esencialmente HTML 4.0 como XML bien formado) además de un subconjunto de OEBPS 1.0 CSS (sin selectores contextuales). Soporta los formatos de imagen GIF, JPEG, y PNG. Ver Open eBook para más datos sobre el archivo de origen. 

## Overdrive Readerworks
Readerworks de OverDrive, Inc. fue la única herramienta comercial conocida en todo el mundo para la generación profesional de eBooks. Se distribuía una versión estándar gratuita para uso personal o sin ánimo de lucro, y la versión Profesional mucho más amplia que permitía editar completamente el LIT desde su fuente HTML, definir pantallas para cada formato soportado y muchas cosas más. Overdrive ha eliminado cualquier referencia de su web a esta herramienta.

## SDK
Microsoft distribuyó un SDK que incluye DLL para su uso con Microsoft Visual Studio C++ para generar eBooks en formato LIT, junto con una aplicación de ejemplo. Se podía descargar gratuitamente pero al dar de baja el soporte de Reader, Microsoft eliminó la descarga. 
Sin embargo el plugin WordRMR para generar LIT desde Microsoft Word 2000/XP/2003 puede seguir descargándose. No funciona con versiones posteriores.